# Barnradiobilarna
Barnradiobilarna är en åkattraktion, som är en barnvariant av radiobilar, som ligger placerad under Vilda Musens stationshus på Gröna Lund i Stockholm. Attraktionen byggdes 2003, samtidigt som Vilda Musen.